# Bruc
Brúc je študent prvega letnika univerze. V ožjem pomenu se izraz uporablja za študente prvega letnika, preden ti opravijo neformalni iniciacijski proces, imenovan »brucovanje«, s čimer postanejo »pravi« študenti.